# Bowman Peninsula
Bowman Peninsula  – pokryty lodem półwysep na wschodnim wybrzeżu Ziemi Palmera na Półwyspie Antarktycznym.

## Nazwa
Nazwany na cześć Isaiah Bowmana (1878–1950) – początkowo Isaiah Bowman Coast, a później Bowman Peninsula .

## Geografia
Półwysep leży między Nantucket Inlet a Gardner Inlet na wschodnim wybrzeżu Ziemi Palmera na Półwyspie Antarktycznym, oddziela Wybrzeże Lassitera od Orville Coast . Ma ok. 40 km długości i 24 km szerokości w części środkowej i północnej . Jest w całości pokryty lodem . 

## Historia
Został odkryty 21 listopada 1947 roku w trakcie ekspedycji badawczej Finna Ronne (1899–1980) (ang. Ronne Antarctic Research Expedition (RARE)) . Zbadany przez uczestników FIDS-RARE ze Stonington Island w grudniu 1947 . 